# Campeonato Mundial de Atletismo de 2011 - 20 km marcha atlética feminina
A marcha atlética feminina de 20 km do Campeonato Mundial de Atletismo de 2011 foi disputada em 31 de agosto  nas ruas de Daegu.

## Recordes
| Tipo                  | Atleta            | Tempo   | Local     | Data                    |
| --------------------- | ----------------- | ------- | --------- | ----------------------- |
|                       | Vera Sokolova     | 1:25:08 | Sochi     | 26 de fevereiro de 2011 |
| Recorde do campeonato | Olimpiada Ivanova | 1:25:41 | Helsinque | 7 de agosto de 2005     |

## Medalhistas
| Ouro           | Prata               | Bronze                |
| Liu Hong (CHN) | Elisa Rigaudo (ITA) | Qieyang Shenjie (CHN) |

## Cronograma
| Data         | Hora  | Evento |
| ------------ | ----- | ------ |
| 31 de agosto | 09:00 | Final  |

O horário é local (UTC +9)

## Final
A final ocorreu ás 09:00.
| Colocação         | Atleta                   | Nacionalidade  | Tempo           | Notas |
| ----------------- | ------------------------ | -------------- | --------------- | ----- |
| Medalha de ouro   | Liu Hong                 | China          | 1 h 30 min 00 s |       |
| Medalha de prata  | Elisa Rigaudo            | Itália         | 1 h 30 min 44 s | SB    |
| Medalha de bronze | Qieyang Shenjie          | China          | 1 h 31 min 14 s |       |
| 4                 | Susana Feitor            | Portugal       | 1 h 31 min 26 s |       |
| 5                 | Ana Cabecinha            | Portugal       | 1 h 31 min 36 s |       |
| 6                 | Kristina Saltanovic      | Lituânia       | 1 h 31 min 40 s | SB    |
| 7                 | Beatriz Pascual          | Espanha        | 1 h 31 min 46 s |       |
| 8                 | Inês Henriques           | Portugal       | 1 h 32 min 06 s |       |
| 9                 | Vera Sokolova            | Rússia         | 1 h 32 min 13 s |       |
| 10                | María Vasco              | Espanha        | 1 h 32 min 42 s |       |
| 11                | Ni Gao                   | China          | 1 h 32 min 49 s |       |
| 12                | Regan Lamble             | Austrália      | 1 h 33 min 38 s |       |
| 13                | Olive Loughnane          | Irlanda        | 1 h 34 min 02 s |       |
| 14                | Tatiana Mineeva          | Rússia         | 1 h 34 min 08 s |       |
| 15                | Nastassia Yatsevich      | Bielorrússia   | 1 h 34 min 09 s |       |
| 16                | Jamy Franco              | Guatemala      | 1 h 34 min 36 s |       |
| 17                | Kumi Otoshi              | Japão          | 1 h 34 min 37 s |       |
| 18                | Claire Tallent           | Austrália      | 1 h 34 min 46 s |       |
| 19                | Mayumi Kawasaki          | Japão          | 1 h 35 min 03 s |       |
| 20                | Johanna Jackson          | Grã-Bretanha   | 1 h 35 min 32 s |       |
| 21                | Nadiia Borovska-Prokopuk | Ucrânia        | 1 h 35 min 38 s |       |
| 22                | Lucie Pelantová          | Chéquia        | 1 h 35 min 45 s |       |
| 23                | Yong-eun Jeon            | Coreia do Sul  | 1 h 35 min 52 s | SB    |
| 24                | Claudia Stef             | Roménia        | 1 h 36 min 55 s |       |
| 25                | Agnese Pastare           | Letônia        | 1 h 37 min 48 s |       |
| 26                | Brigita Virbalyté        | Lituânia       | 1 h 38 min 39 s |       |
| 27                | Maria Michta             | Estados Unidos | 1 h 38 min 54 s |       |
| 28                | Maria Czaková            | Eslováquia     | 1 h 39 min 07 s |       |
| 29                | Arabelly Orjuela         | Colômbia       | 1 h 39 min 28 s |       |
| 30                | Ingrid Hernández         | Colômbia       | 1 h 39 min 53 s |       |
| 31                | Zuzana Schindlerová      | Chéquia        | 1 h 39 min 57 s |       |
| 32                | Marie Polli              | Suíça          | 1 h 40 min 28 s |       |
| 33                | Milángela Rosales        | Venezuela      | 1 h 40 min 49 s |       |
| 34                | Rachel Lavallée Seaman   | Canadá         | 1 h 43 min 31 s |       |
| 35                | Grace Wanjiru Njue       | Quênia         | 1 h 43 min 59 s |       |
| 36                | Yadira Guamán            | Equador        | 1 h 45 min 15 s |       |
| 37                | Chaima Trabelsi          | Tunísia        | 1 h 46 min 29 s |       |
|                   | Claudia Balderrama       | Bolívia        | DQ              |       |
|                   | María José Poves         | Espanha        | DQ              |       |
|                   | Viktória Madarász        | Hungria        | DQ              |       |
|                   | Neringa Aidietyte        | Lituânia       | DQ              |       |
|                   | Maria Guadalupe Sánchez  | México         | DQ              |       |
|                   | Olga Iakovenko           | Ucrânia        | DQ              |       |
|                   | Sabine Krantz            | Alemanha       | DNF             |       |
|                   | Melanie Seeger           | Alemanha       | DNF             |       |
|                   | Masumi Fuchise           | Japão          | DNF             |       |
|                   | Semiha Mutlu             | Turquia        | DNF             |       |
|                   | Olga Kaniskina           | Rússia         | 1 h 29 min 42 s | DSQ   |
|                   | Anisya Kirdyapkina       | Rússia         | 1 h 30 min 13 s | DSQ   |
|                   | Olena Shumkina           | Ucrânia        | 1 h 32 min 17 s | DSQ   |

Legenda
| Recorde mundial       | Recorde mundial (World record)               |                       | Recorde africano                      | Recorde africano (African) |                                           | Q | Classificado por posição (Qualified) |
| Recorde do campeonato | Recorde do campeonato (Championship record)  | Recorde da América    | Recorde da América (Americas)         | q                          | Classificado por melhor tempo (Qualified) |   |                                      |
| Melhor marca do ano   | Melhor marca do ano (World leading)          | Recorde asiático      | Recorde asiático (Asian)              | DNS                        | Não largou (Did not start)                |   |                                      |
| Recorde nacional      | Recorde nacional (National record)           | Recorde europeu       | Recorde europeu (European)            | DNF                        | Não terminou (Did not finish)             |   |                                      |
| Recorde pessoal       | Recorde pessoal do atleta (Personal best)    | Recorde da Oceania    | Recorde da Oceania (Oceania)          | DSQ / DQ                   | Desclassificado (Disqualified)            |   |                                      |
| Recorde da temporada  | Recorde da temporada do atleta (Season best) | Recorde sul-americano | Recorde sul-americano (South America) | NM                         | Sem marca (No mark)                       |   |                                      |